# Hermann Gustav Fabricius
Hermann Gustav Fabricius (* 28. November 1802 in Wismar; † 21. Februar 1854 ebenda) war ein deutscher Rechtsanwalt und Notar, Syndicus und Senator der Hansestadt Wismar und 1848/49 Mitglied der Mecklenburgischen Abgeordnetenversammlung.

## Leben
Fabricius stammte aus einer Wismarer Kaufmanns- und Ratsfamilie und war ein Sohn des Bürgermeisters Emanuel Hermann Fabricius. Er studierte Rechtswissenschaften und wurde zum Dr. jur. promoviert. Anschließend praktizierte er in seiner Heimatstadt als Rechtsanwalt. Vor 1837 wurde er Syndicus und Senator in Wismar.
Bei der durch die Revolution in Mecklenburg (1848) möglich gewordenen ersten demokratischen Wahl in Mecklenburg wurde Fabricius am 3. Oktober 1848 im Wahlkreis Mecklenburg-Schwerin 15: Wismar zum Mitglied der Mecklenburgischen Abgeordnetenversammlung gewählt. Hier schloss er sich der Fraktion der Mitte, dem (rechten) Centrum an und wurde Mitglied und Schriftführer im Justizausschuss; jedoch schon Ende Januar 1849 legte er sein Mandat nieder. Sein Nachfolger wurde Eduard Haupt.
Fabricius setzte sich mit anderen früh für einen Anschluss Wismars an das Eisenbahnnetz ein, der 1848 mit der Strecke nach Schwerin geschaffen wurde.
Er war seit 1851 Mitglied im  Verein für mecklenburgische Geschichte und Altertumskunde.

## Schriften
- Geschichte der Bestrebungen der Stadt Wismar durch eine Mecklenburgische Eisenbahn die Ostsee mit dem deutschen Eisenbahn-Systeme in Verbindung zu bringen.  [S.l.] : Cossel, [1844]